# Gatrone
Gatrone, Catrune ou Gatrune (em árabe: القطرون; romaniz.: Al Qatrun) é uma vila no distrito de Murzuque, no sul da Líbia, a última localidade líbia com infraestrutura na rota em direção ao sul da Rodovia Trípoli–Cidade do Cabo.
Foi um distrito da Líbia. Foi criado em 2001, durante a reforma daquele ano, mas teve uma efêmera existência, pois na reforma de 2002 foi abolido e seu território foi absorvido pelo distrito de Murzuque. Houve um censo no ano de sua criação, mas não houve menção aos valores demográficos do distrito.
A cidade foi palco de duas batalhas durante a Guerra Civil Líbia.